# Jüdischer Friedhof (Waldems-Esch)
Der Jüdische Friedhof Esch war ein jüdischer Friedhof in Esch, einem Ortsteil von Waldems im Rheingau-Taunus-Kreis in Hessen. Er liegt südlich des Ortes in der Nähe der L3011 Richtung Heftrich.

## Geschichte
Der Friedhof von Esch wurde vermutlich im 17. oder Anfang des 18. Jahrhunderts angelegt. Er wurde für die Toten aus Idstein genutzt, bis dort ein eigener Friedhof entstand. Während der Zeit des Nationalsozialismus wurde der Friedhof von Esch völlig zerstört und abgeräumt. Heute sind keine Grabstellen mehr erkennbar.